# Nationalmonument von Costa Rica

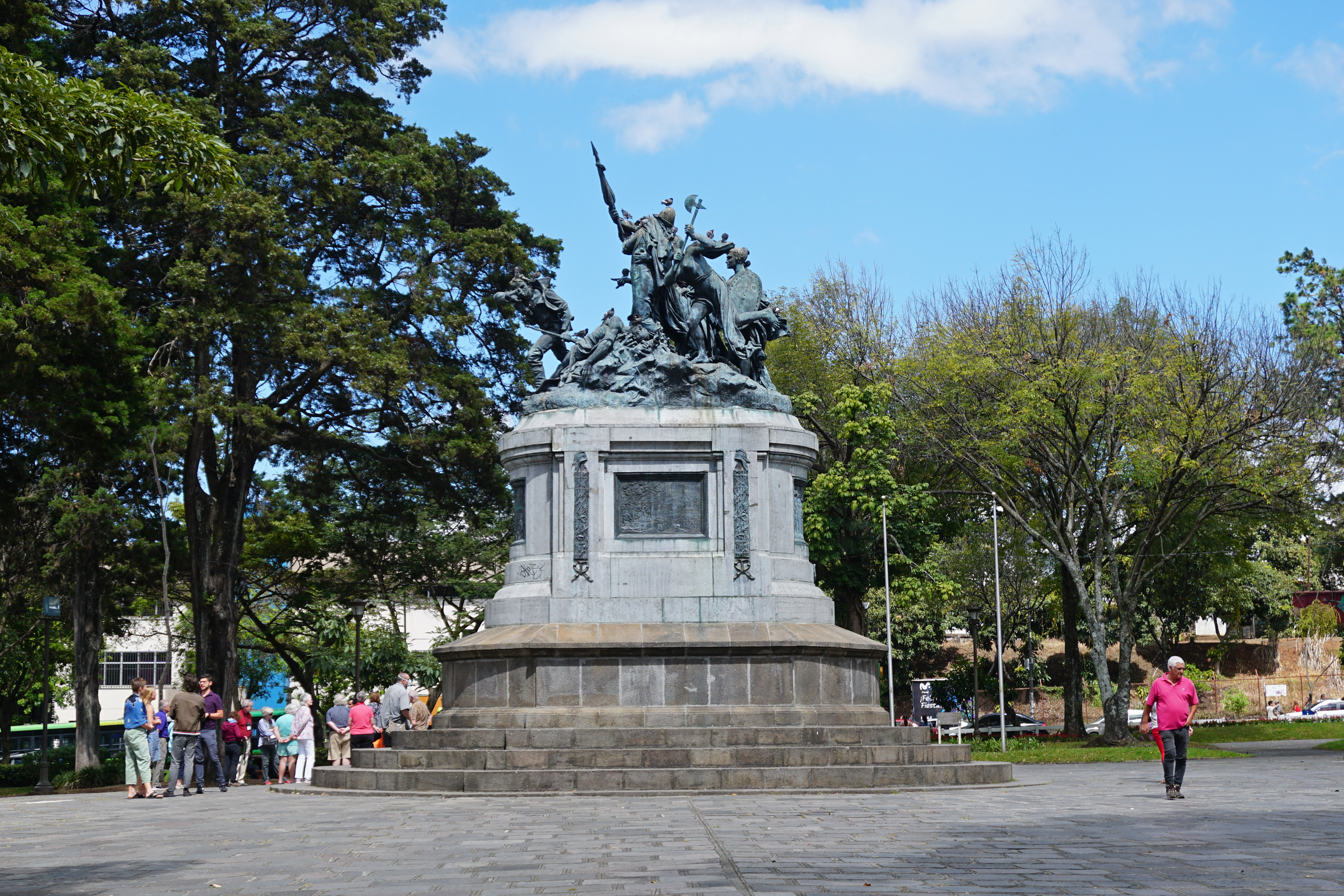
Nationalmonument (Monumento Nacional) in San José

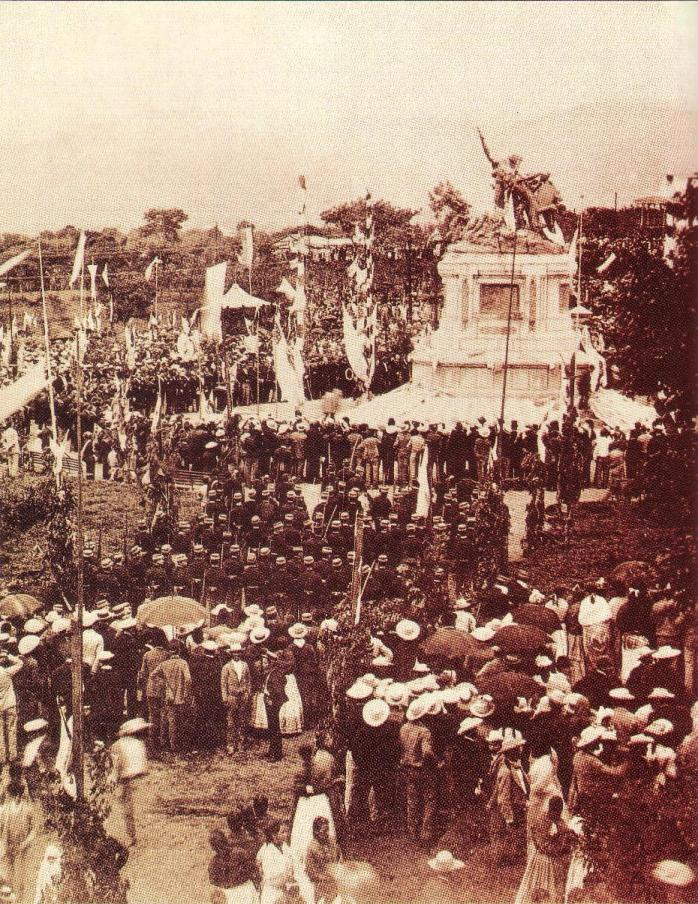
Foto der Einweihungsfeier am 15. September 1895

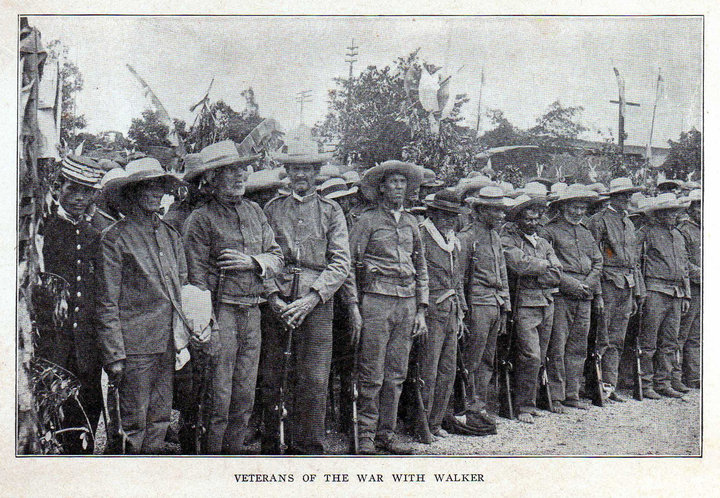
Foto von Veteranen der Nationalkampagne bei der Einweihung

Das Nationalmonument von Costa Rica, spanisch Monumento Nacional de Costa Rica, ist ein 1895 errichtetes Denkmal in der costa-ricanischen Hauptstadt San José zur Erinnerung an die Nationalkampagne 1856/57 („Campaña Nacional“), in deren Verlauf der US-amerikanische Filibuster William Walker aus Nicaragua vertrieben wurde. Das Monument wurde 1891 von dem französischen Bildhauer Louis-Robert Carrier-Belleuse in Paris erschaffen und am 15. September 1895 durch Staatspräsident Rafael Yglesias Castro eingeweiht. An der Einweihungsfeier nahmen auch Veteranen des Krieges teil, die anlässlich des Ereignisses historische Uniformen trugen.

## Beschreibung
Das Monument befindet sich im Zentrum von San José im Nationalpark (Parque nacional) zwischen der 1. und 3. Avenida und den Einmündungen zur 15. Calle. Unmittelbar nordwestlich vom Denkmal befindet sich die Nationalbibliothek Costa Ricas (Biblioteca Nacional „Miguel Obregón Lizano“). 
Das Denkmal besteht aus einem steinernen Postament, auf dem eine bronzene Skulpturengruppe ruht. Das Postament weist analog zu den vier Himmelsrichtungen vier bronzene Reliefs mit Bezug zur Nationalkampagne auf:
1. Die Schlacht von Santa Rosa,
2. Die Zweite Schlacht von Rivas, in der am 11. April 1856 der Nationalheld Juan Santamaría fiel,
3. Die Einnahme des Río San Juan,
4. Abbildungen der Führer der Nationalkampagne unter Leitung von Juan Rafael Mora.

Die bronzene Skulpturengruppe besteht aus fünf weiblichen und einer männlichen Figur. Die fünf Frauenfiguren repräsentieren die fünf zentralamerikanischen Republiken:
1. Die Figur mit der phrygischen Mütze und der Flagge Costa Ricas symbolisiert sowohl Costa Rica als auch die Freiheit,
2. die Figur mit zerbrochenem Schwert repräsentiert Nicaragua, das durch Walker erobert wurde.
3. Die Figur El Salvador trägt ein Schwert,
4. die Figur Guatemala trägt eine Axt und
5. die Figur Honduras trägt Pfeil und Bogen.

Die Männerfigur stellt den fliehenden William Walker dar.